# 国道199号

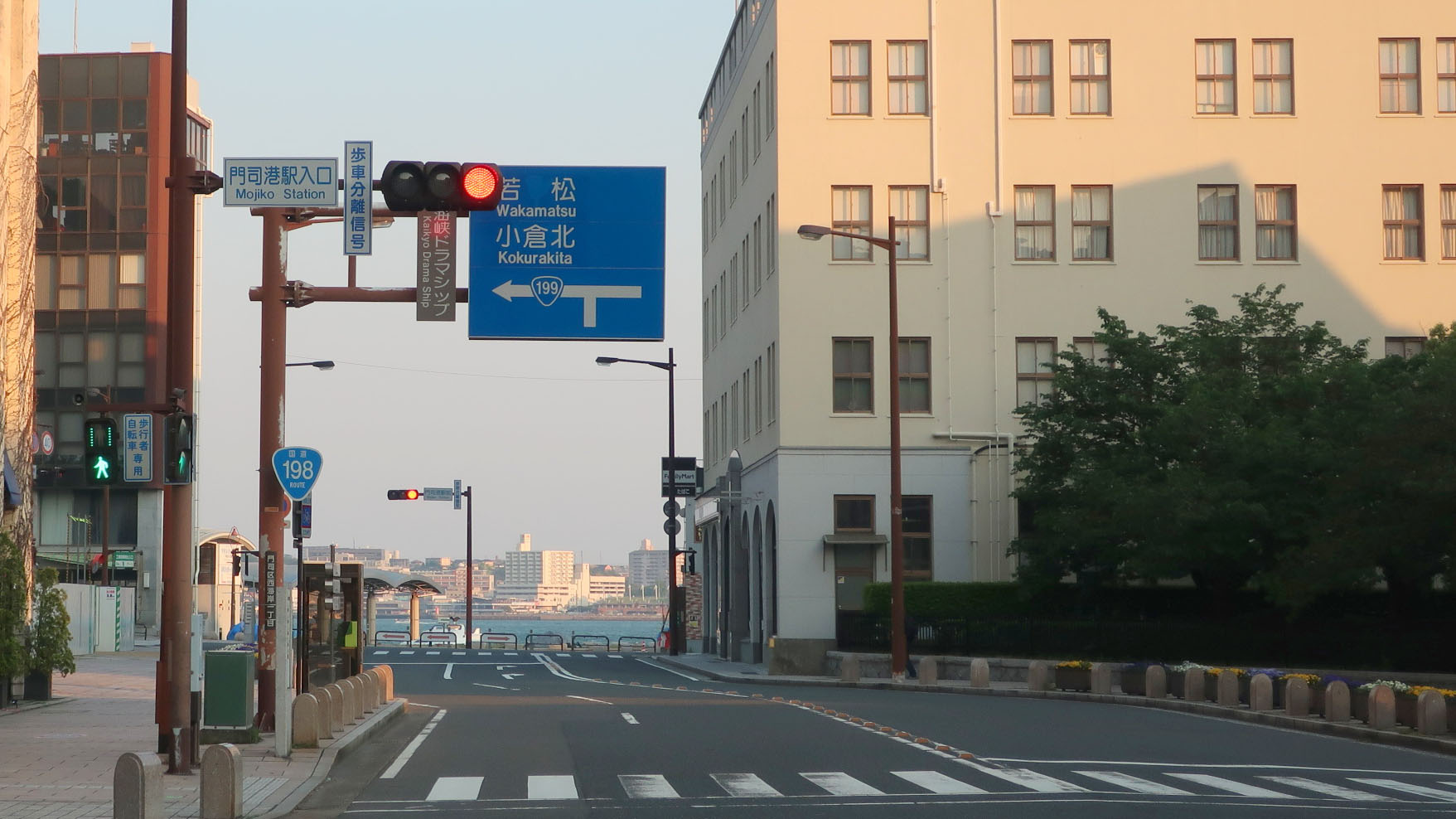
国道199号 起点付近
福岡県北九州市門司区
国道198号 門司港駅入口交差点

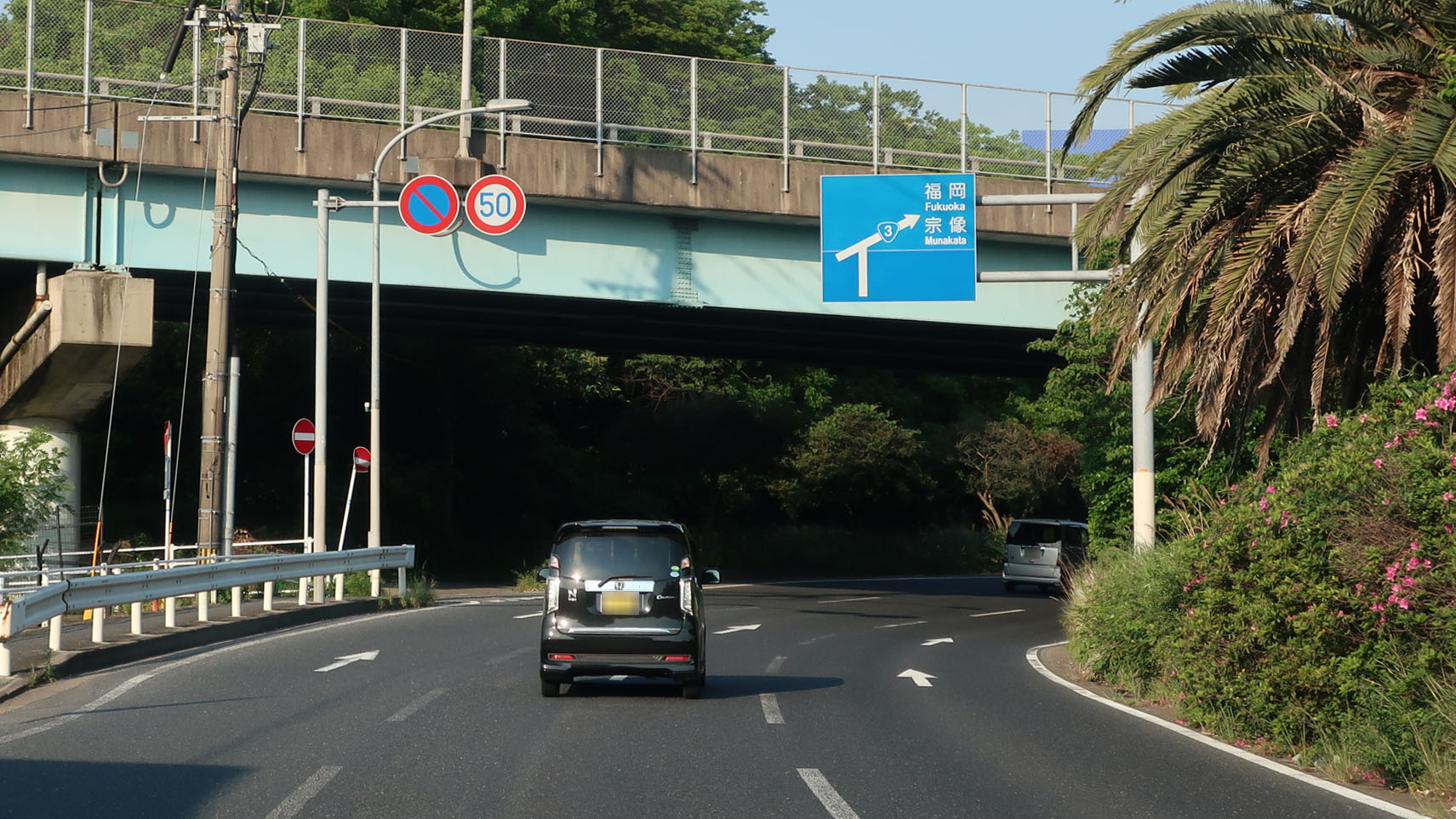
国道199号 終点
福岡県北九州市八幡西区
日吉交差点付近

国道199号（こくどう199ごう）は、福岡県北九州市門司区から北九州市八幡西区に至る一般国道である。

## 概要

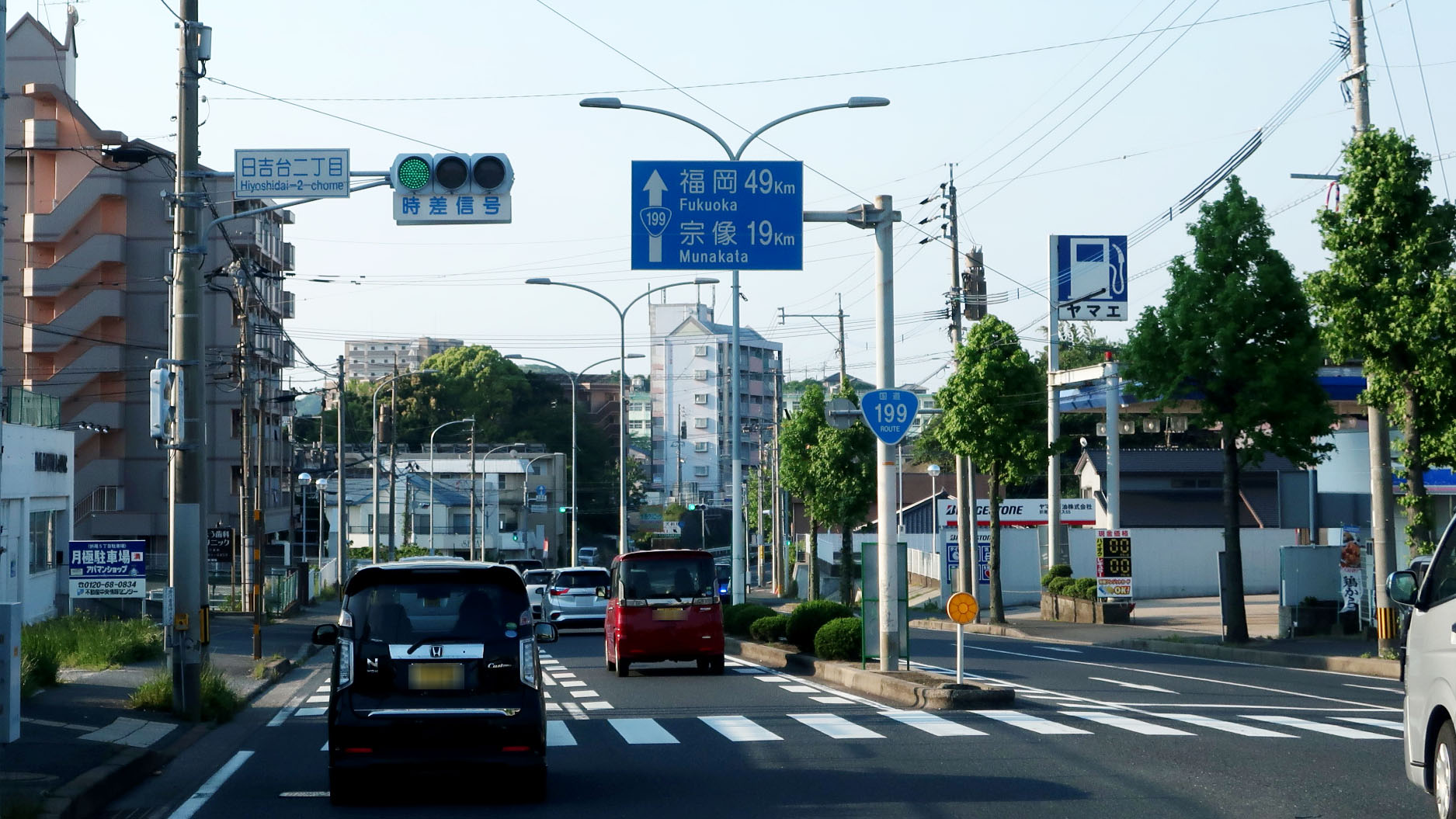
福岡県北九州市八幡西区
（2018年5月）

北九州市内で完結する一般国道の路線で、門司港にある門司港湾合同庁舎前から関門海峡の海岸線や洞海湾の北岸沿いに西へ向かい、若戸大橋で若松港がある洞海湾を渡り、八幡西区の国道3号交点（日吉交差点）に至る。門司区から小倉北区にかけては国道3号と並行しているが、JR九州鹿児島本線の両側に位置する関係から、両道路の接続は良くない。若松から終点の折尾までの間はJR九州筑豊本線（若松線）と並走するルートをたどる。起点の門司港湾合同庁舎前は、港国道でもある国道198号の起点も兼ねており、本路線は国道198号と道なりに結ばれる。

### 路線データ
一般国道の路線を指定する政令に基づく起終点および重要な経過地は次のとおり。
- 起点：北九州市門司区（門司港湾合同庁舎前[2] = 国道198号起点）
- 終点：北九州市八幡西区（日吉交差点 = 国道3号交点）
- 重要な経過地：なし
- 総延長 : 49.0 km[3][注釈 2]
- 重用延長 : なし[3][注釈 2]
- 未供用延長 : なし[3][注釈 2]
- 実延長 : 49.0 km[3][注釈 2]
  - 現道 : 35.7 km[3][注釈 2]
  - 旧道 : 13.3 km[3][注釈 2]
  - 新道 : なし[3][注釈 2]
- 指定区間：なし[4]

## 歴史
道路法（昭和27年法律第180号）に基づく二級国道として初回指定された路線のひとつである。国道指定当初は洞海湾をまたぐ橋はなかったが、1962年（昭和37年）に日本道路公団が管理する有料道路として若戸大橋が完成供用された。若戸大橋の管理は、日本道路公団解散直前の2005年（平成17年）9月30日に北九州市へ移管されることとなり、北九州市は北九州市道路公社設立までの間は北九州市が管理をする対応とし、2006年（平成18年）4月1日に同公社へ管理を移行した。若戸大橋を巡っては、2005年（平成17年）4月から約1年間にわたって国道199号の区域を解除されて北九州市道川代本町1号線となっていた。

### 年表
- 1953年（昭和28年）5月18日 - 二級国道199号門司八幡線（門司市[注釈 3] - 八幡市[注釈 4]）として指定施行[7]。
- 1962年（昭和37年）9月27日 - 若戸大橋供用開始[8]。
- 1965年（昭和40年）4月1日 - 道路法改正により一級・二級区分が廃止されて一般国道199号（北九州市門司区 - 北九州市八幡区）として指定施行[1]。
- 2005年（平成17年）
  - 3月17日 - 新若戸道路区間（当時は未開通）に国道199号の区域を指定する[9][10]。若戸大橋に対して市道1859号川代本町1号線を認定[11]。
  - 4月4日 - 若戸大橋から国道199号の区域を解除する[12][13]。
- 2006年（平成18年）4月28日 - 新若戸道路区間（当時は未開通）から国道199号の区域を解除し、若戸大橋が国道199号に復帰する[14][15]。
- 2018年（平成30年）12月1日 - 若戸大橋が無料開放[16]。

## 路線状況

### バイパス
- 支線など
  - 小倉北区砂津 - 小倉北区中井 - 戸畑区元宮町。砂津交差点で国道3号から分岐し、元宮町で若戸大橋に接続する。
  - 小倉北区許斐町 - 西港町
  - 砂津バイパス：小倉北区末広一丁目 - 浅野一丁目。砂津川河口部に新たに新砂津大橋を建設し、現道の屈曲によって発生している渋滞を解消することを目的とする。2008年（平成20年）度着工、2013年（平成25年）度供用開始[17]だったが、工事の遅れで2016年（平成28年）11月18日に暫定2車線で供用開始した[18]。
  - 本城バイパス：若松区二島一丁目 - 八幡西区日吉台一丁目。1978年（昭和53年）12月25日供用開始[19]。旧道（二島一丁目 - 本城（古開） - 折尾駅北口 - 日吉台一丁目）もそのまま国道として指定、複経路となっており、旧道西端にあった「折尾隧道」は「折尾地区総合整備事業」の一環として切り崩され、法面へと変更された。

### 道路施設

#### 橋梁
本線
- 新赤坂橋（延命寺川、北九州市小倉北区）
- 新砂津大橋（砂津川、北九州市小倉北区）
- 紫川大橋（通称「海の橋」、紫川、北九州市小倉北区）
- 若戸大橋（洞海湾、北九州市若松区） - 洞海湾海上を渡る、日本初の長大吊橋として架橋されたものである[20]。
- 栄橋（江川、北九州市若松区 - 北九州市八幡西区）

支線（小倉北区砂津 - 戸畑区元宮町）
- 勝山橋（柴川、北九州市小倉北区）
- 板堰橋（板堰川、北九州市小倉北区）
- 上中原橋（境川、北九州市小倉北区 - 北九州市戸畑区）

支線（小倉北区許斐町 - 西港町）
- 新港橋（板堰川、北九州市小倉北区）

本城バイパス
- 江川大橋（江川、北九州市若松区 - 北九州市八幡西区）

#### トンネル
- 新折尾トンネル：延長380 m、1978年（昭和53年）竣工、北九州市八幡西区

## 地理

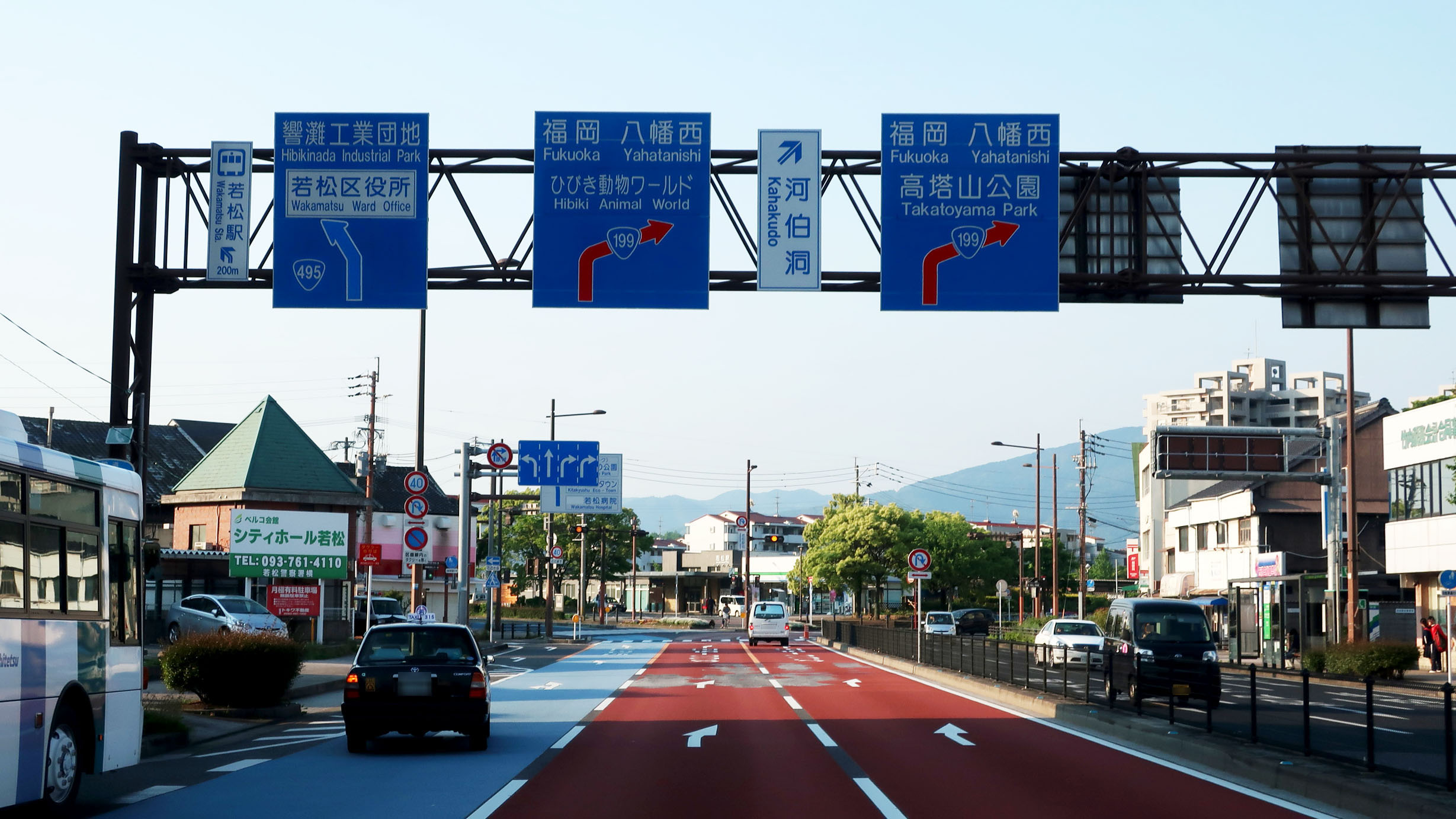
国道495号との分岐
福岡県北九州市若松区

### 通過する自治体
- 福岡県
  - 北九州市（門司区 - 小倉北区 - 戸畑区 - 若松区 - 八幡西区）

### 交差する道路
| 交差する道路                                     | 市町村名 | 市町村名 | 交差する場所  | 交差する場所              |
| 本線                                             | 本線     | 本線     | 本線          | 本線                      |
| ------------------------------------------------ | -------- | -------- | ------------- | ------------------------- |
| 国道198号                                        | 北九州市 | 門司区   | 西海岸1丁目   | 門司港湾合同庁舎前 / 起点 |
| 福岡県道71号新門司港大里線                       | 北九州市 | 門司区   | 大里本町3丁目 | 大里本町三丁目交差点      |
| 福岡県道37号小倉港線                             | 北九州市 | 小倉北区 | 浅野2丁目     | 浅野二丁目交差点          |
| 北九州高速2号線                                  | 北九州市 | 小倉北区 | 室町3丁目     | 201 小倉駅北出入口        |
| 国道199号 / 支線                                 | 北九州市 | 小倉北区 | 東港1丁目     |                           |
| 国道199号 / 支線                                 | 北九州市 | 小倉北区 | 西港町        |                           |
| 北九州高速2号線                                  | 北九州市 | 小倉北区 | 西港町        | 202 日明出入口            |
| 北九州高速2号線                                  | 北九州市 | 小倉北区 | 西港町        | 203 西港出口              |
| 北九州高速2号線                                  | 北九州市 | 戸畑区   | 川代1丁目     | 204 戸畑出入口            |
| 国道495号                                        | 北九州市 | 若松区   | 白山1丁目     | 若松駅前交差点            |
| 国道199号 / 本城バイパス                         | 北九州市 | 若松区   | 二島1丁目     | 二島一丁目交差点          |
| 福岡県道279号本城熊手線                          | 北九州市 | 八幡西区 | 本城3丁目     | 本城（古開）交差点        |
| 福岡県道11号有毛引野線                           | 北九州市 | 八幡西区 | 本城東4丁目   | 本城（帯田）交差点        |
| 福岡県道281号下上津役折尾線                      | 北九州市 | 八幡西区 | 光明2丁目     | 光明二丁目交差点          |
| 福岡県道217号折尾停車場線                        | 北九州市 | 八幡西区 | 折尾1丁目     | 折尾駅入口交差点          |
| 国道199号 / 本城バイパス                         | 北九州市 | 八幡西区 | 日吉台1丁目   |                           |
| 国道3号                                          | 北九州市 | 八幡西区 | 日吉台3丁目   | 日吉交差点 / 終点         |
| 支線                                             |          |          |               |                           |
| 小倉北区砂津 - 戸畑区元宮町                      |          |          |               |                           |
| 国道3号 国道10号 重複                            | 北九州市 | 小倉北区 | 砂津1丁目     | 砂津交差点                |
| 福岡県道36号小倉停車場線                         | 北九州市 | 小倉北区 | 魚町1丁目     | 小倉駅前交差点            |
| 福岡県道37号小倉港線 福岡県道266号三萩野魚町線   | 北九州市 | 小倉北区 | 魚町1丁目     | 魚町交差点                |
| 福岡県道63号長行田町線                           | 北九州市 | 小倉北区 | 室町1丁目     | 西小倉駅前交差点          |
| 福岡県道270号竪町到津線                          | 北九州市 | 小倉北区 | 竪町1丁目     | 竪町一丁目交差点          |
| 福岡県道50号八幡戸畑線                           | 北九州市 | 戸畑区   | 幸町          | 幸町交差点                |
| 若松区二島 - 八幡西区日吉台一丁目：本城バイパス  |          |          |               |                           |
| 国道199号 / 本線                                 | 北九州市 | 若松区   | 二島1丁目     | 二島一丁目交差点          |
| 福岡県道26号北九州芦屋線 福岡県道277号頓田二島線 | 北九州市 | 若松区   | 鴨生田1丁目   | 鴨生田交差点              |
| 福岡県道278号払川折尾線                          | 北九州市 | 八幡西区 | 本城3丁目     | 本城三丁目交差点          |
| 福岡県道278号払川折尾線                          | 北九州市 | 八幡西区 | 本城1丁目     |                           |
| 福岡県道11号有毛引野線                           | 北九州市 | 八幡西区 | 力丸町        | 力丸町交差点              |
| 国道199号 / 本線                                 | 北九州市 | 八幡西区 | 日吉台1丁目   |                           |

### 交差する鉄道
- 山陽本線
- 鹿児島本線
- 筑豊本線
- 山陽新幹線（支線で交差：北九州市小倉北区砂津 - 北九州市戸畑区元宮町）

## ギャラリー

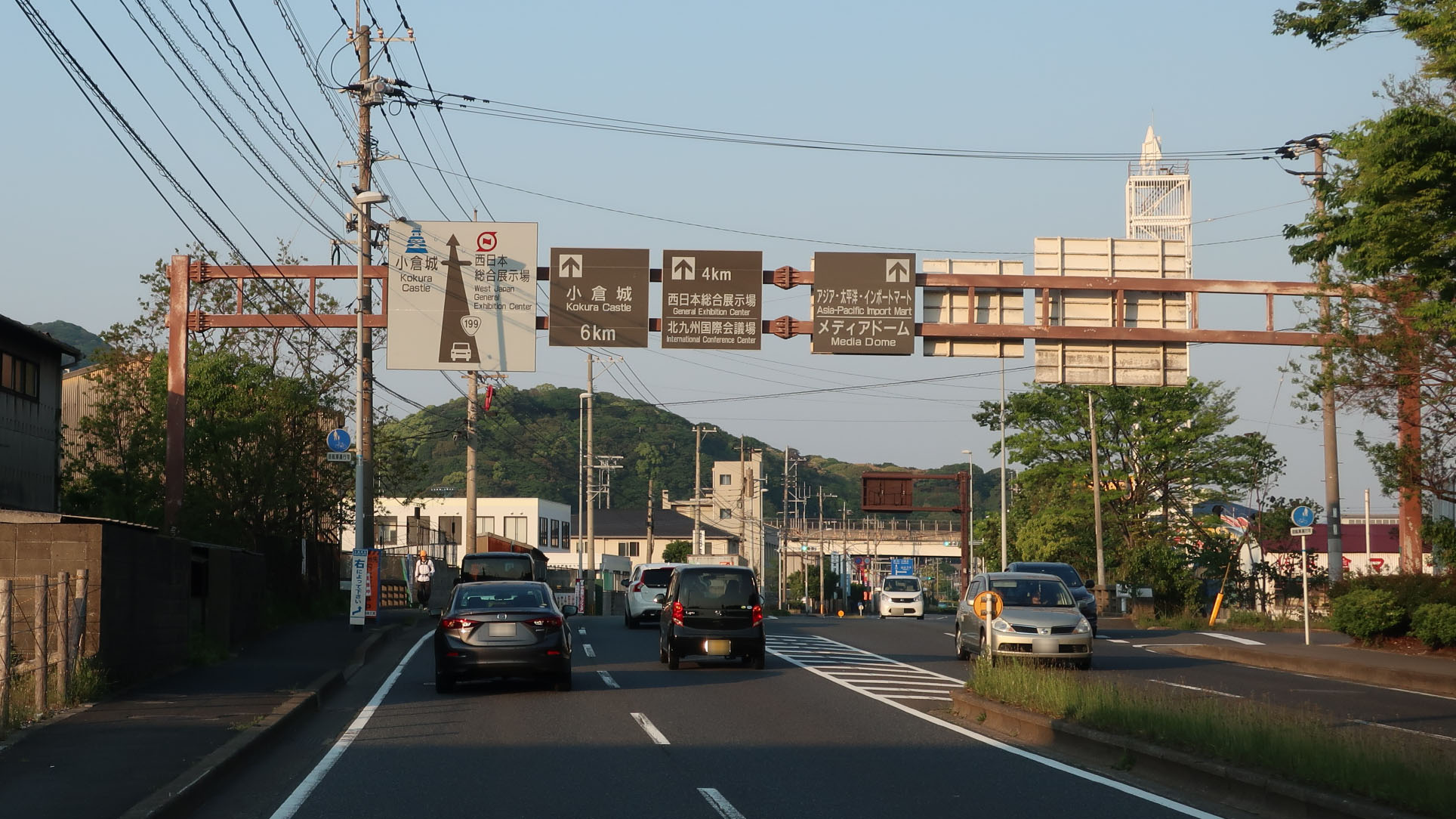
福岡県北九州市門司区
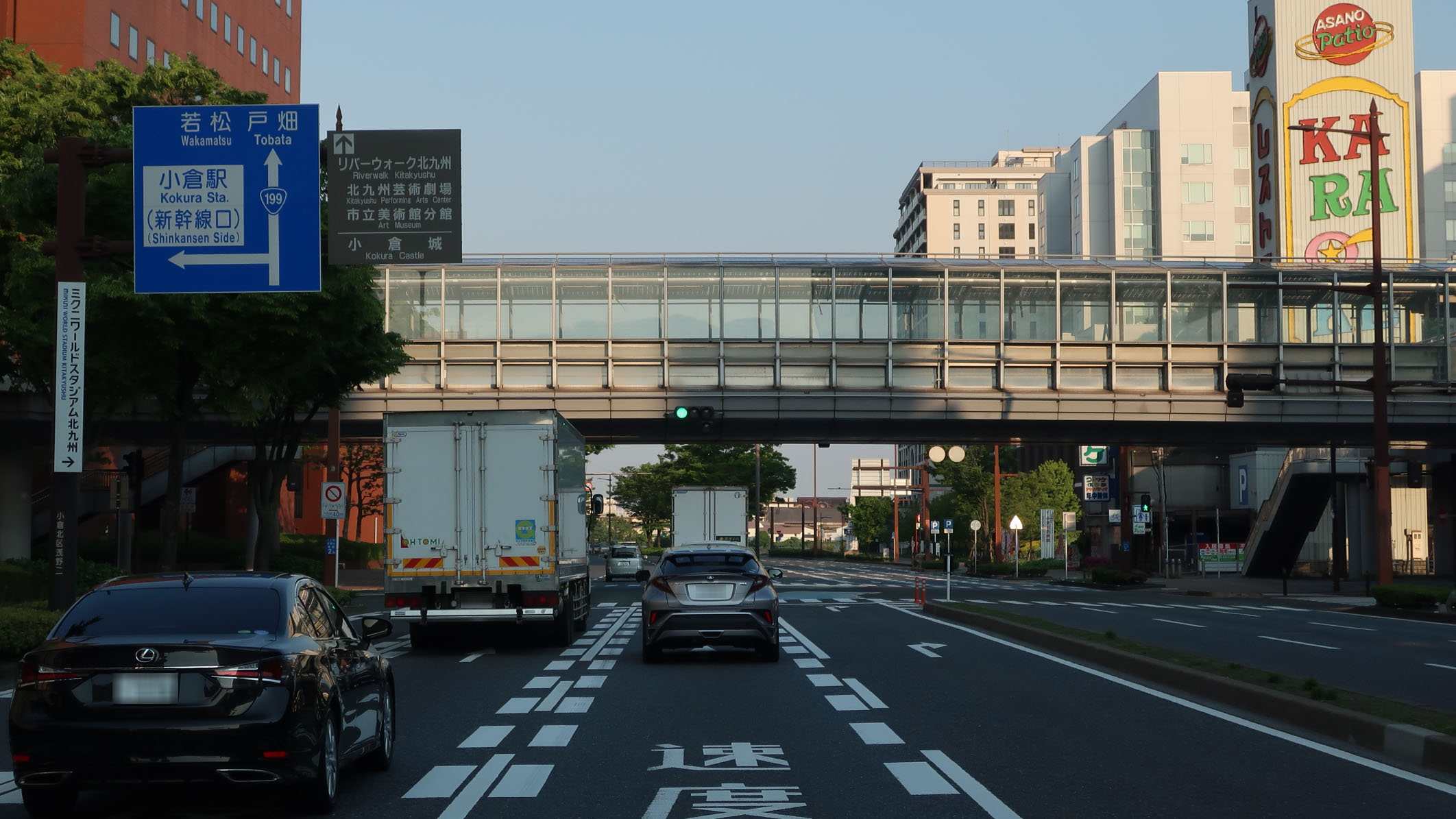
福岡県北九州市小倉北区
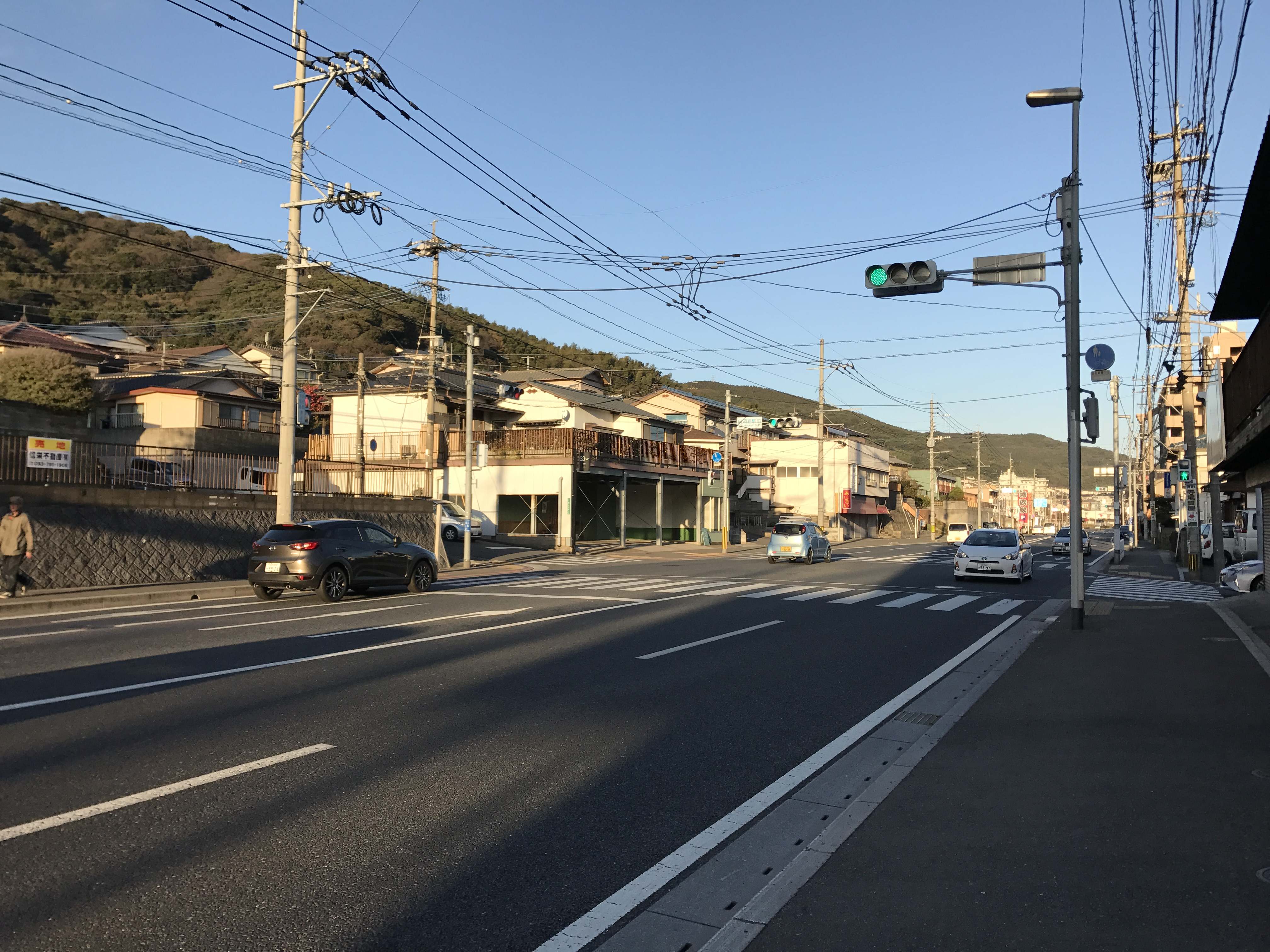
北九州市若松区童子丸（奥洞海駅付近）